# Geocoris bullatus
Geocoris bullatus är en insektsart som först beskrevs av Thomas Say 1832.  Geocoris bullatus ingår i släktet Geocoris och familjen Geocoridae. Inga underarter finns listade i Catalogue of Life.